# Henryk Sławik (könyv)

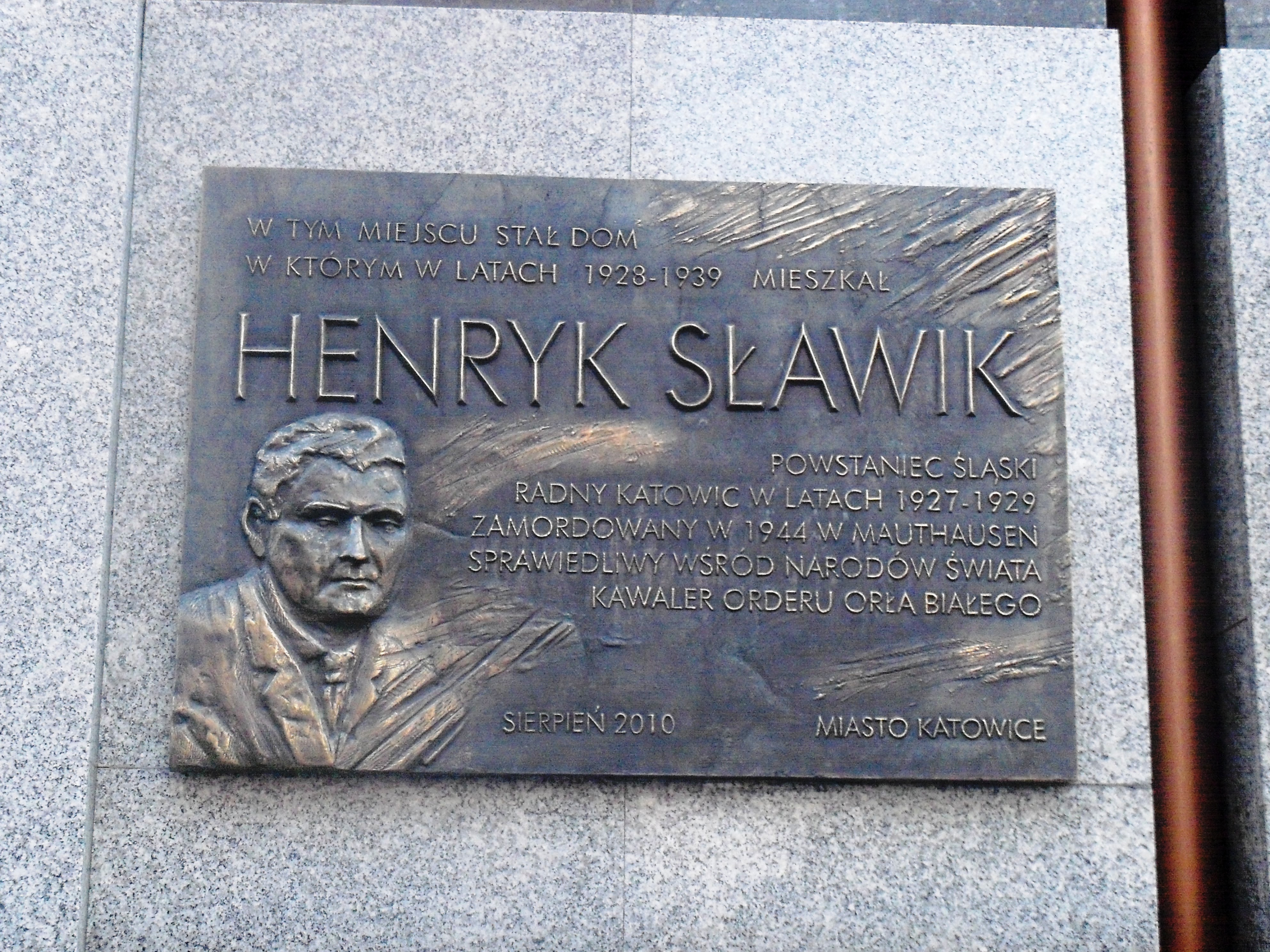
Henryk Sławik emléktáblája Katowicében

A lengyel Wallenberg (Polski Wallenberg, Rzecz o Henryku Sławiku) Grzegorz Łubczyk 2003-ban megjelent regénye. A könyv témája Henryk Sławik és id. Antall József története.

## A kontextus
A második világháború kezdeteként a németek megtámadták Lengyelországot. A németek nyugatról, a szovjetek keletről, és ahogy nemrégiben kiderült, a szlovákok délről. Teleki Pál kormánya nem tette lehetővé, hogy a németek lezárják Lengyelország déli határát, így a lengyel vereség folytán száz-száznegyvenezer lengyel katona és polgári személy menekült Magyarországra. A magyar kormány segítségével a katonák egy része eljutott a szövetségesek oldalán harcoló lengyel emigráns alakulatokhoz. Kb. 100 ezer polgári személyt, köztük sok árvát a magyar állam mintegy öt évig tartotta védelem alatt, s gondoskodott a túlélésükről. A lengyelek között több ezer zsidó származású menekült is volt, akiknek az életben maradását a magyarok „hivatalos hamis” papírokkal is segítették. Velük dolgozott együtt 1939-től 1944-ig Henryk Sławik, aki több zsidót mentett meg, mint Raoul Wallenberg és Oskar Schindler együttvéve; kb. 30 000 lengyel állampolgárt. Egyik munkatársa ebben a munkában Nizalowski Ernő katonatiszt és tolmács volt.

### Ki volt Sławik?
Röviden: egy rendes ember. Sziléziai, munkás-paraszt származású újságíró-szerkesztő volt, aki nyolc általánost végzett. Katowice-ben három napig volt róla elnevezve utca 1946-ban, majd a táblát levették, és a világ a közelmúltig hallgatott róla.

### Sławik tevékenysége és sorsa
Az első menekültekkel érkezett Sławik. Hivatásszerűen, a megfelelő hivatalban lévő id. Antall Józseffel konspirálva folyamatosan foglalkozott a lengyelek megmentésével. Bár a végső bajban, felesége letartóztatása után még elmenekülhetett volna, nem mentette saját magát. A börtönben nem árulta el Antall Józsefet, Sławik lányát az Antall család rejtegette a háború végéig, ő maga haláltáborba került, és ott halt meg.

## Értékelések
Mirosław Fazan, a Sziléziai Egyetem professzora, Szilézia történek kutatója szerint „Henryk Sławik élete olyan élettörténet, amely az ember hatalmas erőfeszítését példázza, egy olyan emberét, aki a társadalom alsóbb szintjéről a saját munkája és tehetsége révén emelkedik föl a régió, majd az ország társadalmi életének vezető pozíciójába. Sławik a sziléziai embereknek tulajdonított minden pozitív jellemvonással rendelkezett: felelősségtudattal, munkaszeretettel és – ezt érdemes aláhúzni – valami olyasmivel, ami szinte az egész elnyomás alatt született nemzedéket jellemezte: eszmevilággal… …Ez az eszmevilág, a Sławikéhoz hasonló sziléziai környezetben, sziléziai családban formálódott emberek értékrendjéből következett. Az adott szónak megvolt a súlya, tudták, mi a lojalitás, a becsület pedig szent volt.”
Cipora Lewawi, egy izraeli kibucban élő asszony szerint Sławik „az úristen küldötte” volt.

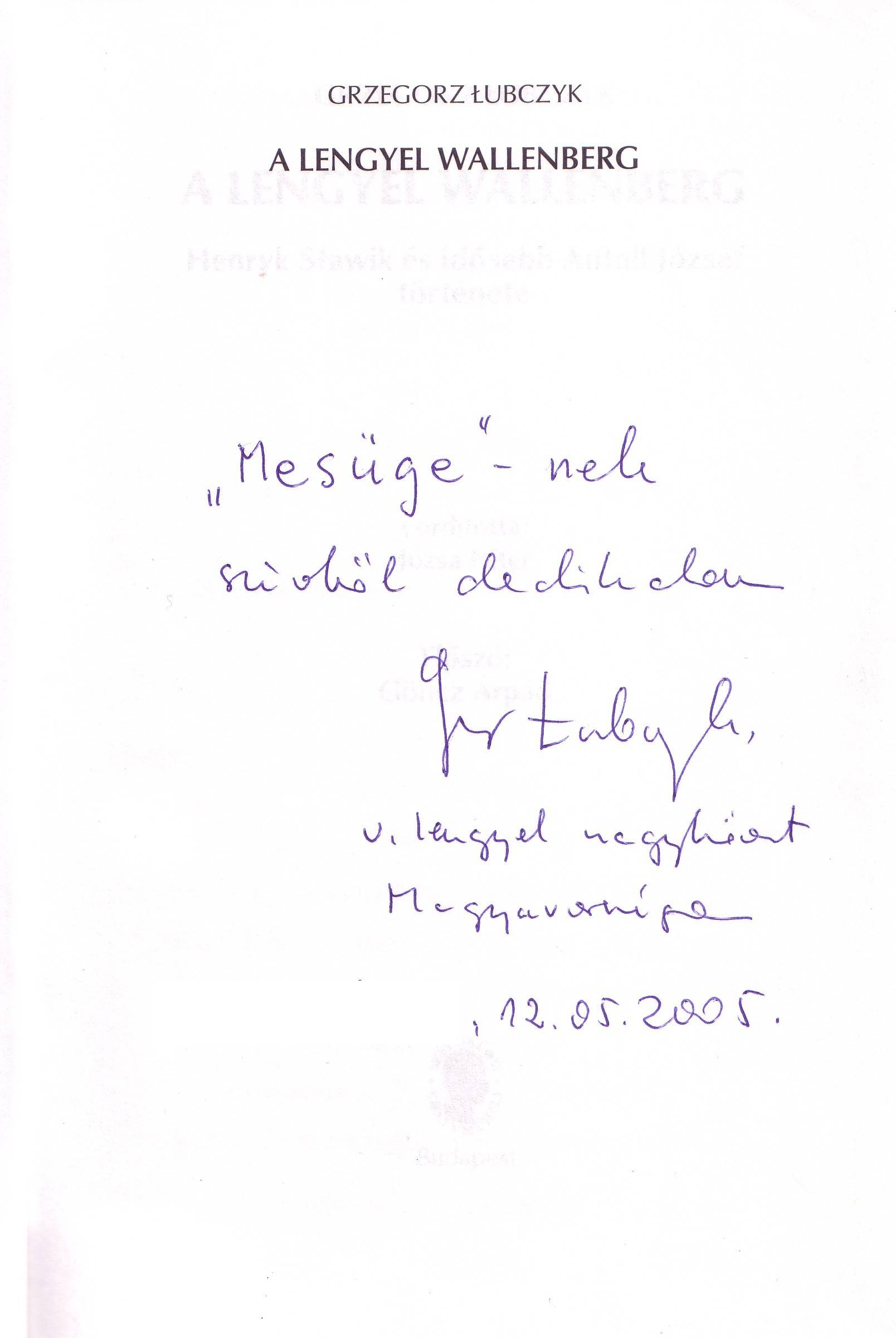
A Lengyel Wallenberg c. könyv szerzőjének autogramja

## Az író
Grzegorz Łubczyk 1946-ban született. A Varsói Egyetem lengyel és újságírás szakán végzett. Hosszú időn keresztül a Standard Młodych, a Życie Warszawy és a Rzeczpospolita című lapok magyarországi tudósítója volt. 1997 és 2001 között a Lengyel Köztársaság budapesti nagyköveteként szolgált. 2002-től a Segítség a Keleten Élő Lengyeleknek Alapítvány alelnöke. Több más mellett szerzője a Węgierski czyściec (1988, Magyar purgatórium) és a Wieloglos węgierski (1994, Többszólamú Magyarország) c. köteteknek. A Magyar Köztársasági Érdemrend középkeresztje a csillagokkal kitüntetés birtokosa, Vámosmikola település tiszteletbeli polgára.
A könyvből 2004-ben dokumentumfilm készült, többször bemutatták a lengyel „Duna” televízióban.

## A könyv adatai
- Megjelenés éve: 2003, Varsó
- Írta: Grzegorz Łubczyk
- Fordította: Józsa Péter
- ISBN 9639373923
- Magyar kiadás: Széphalom Könyvműhely
- Előszó: Göncz Árpád
- A borítókép bal szélén Henryk Sławik látható, balról a harmadik idősebb Antall József

### Tartalom
1 Henryk Sławik második születése

2 Akik személyesen ismerték

3 Krystyna Sławik-Kutermak

4 Stefania Pielok

5 Barbara Czerwinska

6 Zdzisław Antoniewicz

7 Héjj-Antall Edit

8 Salamon Rácz Tamás

9 Ernest Niżałowski

10 Henryk Zvi Zimmermann

11 Egy pofon

12 Dokumentumok (1)

13 Merénylet a Polgári Bizottság ellen 1941-ben

14 Vác maga volt a Paradicsom

15 Barát a Barátról

16 Dokumentumok (2)

17 A vámosmikolai katonai tábor lengyel zsidóinak diplomáciai védelme 1944-ben

18 Sziléziai és magyar életrajzi elemek

19 A Világ Igazainak egyike

20 Henryk Sławik többet érdemel

21 Schewach Weiss

22 Győr Mihály

23 Jerzy Snopek

24 Mirosław Fazan

25 Kapronczay Károly

26 Tadeusz Olszański

27 Andrej Sowa

28 Képmelléklet

29 Történelmi tanúk a filmvásznon

30 Bibliográfia

31 Névmutató

## Magyarul
- A lengyel Wallenberg. Henryk Sławik és idősebb Antall József története; ford. Józsa Péter, előszó Göncz Árpád; Széphalom Könyvműhely, Bp., 2004